# Buddharama tempel
De Buddharama tempel Waalwijk is een Thais boeddhistische tempel in de gemeente Waalwijk in de Nederlandse provincie Noord-Brabant.
De tempel behoort tot de traditie van het Theravada-boeddhisme. Hij opende in 1973 onder de naam Dhammasucaritanucharee. Twee jaar later werd de huidige naam ingevoerd. Het gebouw is dagelijks geopend voor de Thaise gemeenschap en andere belangstellenden. Voor de meeste Thai in Nederland is het gebouw de plek om Songkran (Thaise nieuwjaar) te vieren.
Voor het Loi Krathong-festival wordt meestal uitgeweken naar de Brabanthallen in Den Bosch, de tempel is dan te klein voor de vele bezoekers.